# Hedingia californica
Hedingia californica är en sjögurkeart som först beskrevs av Ludwig 1894.  Hedingia californica ingår i släktet Hedingia och familjen Caudinidae. Inga underarter finns listade i Catalogue of Life.